# Ascurisoma
Ascurisoma – rodzaj pająka z rodziny ukośnikowatych, występujący w zachodniej Afryce i na Sri Lance. Jedynym gatunkiem jest A. striatipes opisany przez Simona w 1897 roku.

## Gatunki
- Ascurisoma striatipes Simon, 1897 (zachodnia Afryka i  Sri Lanka)